# Nati nel 1997/Luglio
| Questa pagina contiene informazioni ricavate automaticamente dalle voci biografiche con l'ausilio del template Bio e di un bot. L'aggiornamento è periodico e automatico e ricostruisce completamente la pagina. Se manca una persona in questa lista, sei pregato di non aggiungerla, ma accertati piuttosto che la sua voce biografica contenga il template Bio e che i dati anagrafici siano correttamente compilati. Se il template Bio manca, inseriscilo tu stesso o, in alternativa, metti l'avviso {{tmp\|Bio}} che ne segnala la mancanza. Se i dati riportati sono sbagliati, correggi direttamente la voce biografica; le modifiche saranno visibili in questa lista entro pochi giorni. Per chiarimenti vedi il progetto biografie. La lista contiene solo le 437 persone che sono citate nell'enciclopedia e per le quali è stato implementato correttamente il template Bio. Pagina aggiornata al 18 ago 2025. |

- 1º luglio - Anthony Caci, calciatore francese
- 1º luglio - Simone Crescenzi, taekwondoka italiano
- 1º luglio - Mohamed El Hankouri, calciatore olandese
- 1º luglio - Mahir Emreli, calciatore azero
- 1º luglio - Simon Guglielmi, ciclista su strada francese
- 1º luglio - Kang Yoon-sung, calciatore sudcoreano
- 1º luglio - Nikola Nosková, ciclista su strada e ciclocrossista ceca
- 1º luglio - Grigorij Oparin, scacchista russo
- 1º luglio - Eléonor Sana, sciatrice alpina belga
- 1º luglio - Andrew Van Ginkel, giocatore di football americano statunitense
- 1º luglio - Yan Wengang, skeletonista cinese
- 2 luglio - Giacomo Carini, nuotatore italiano
- 2 luglio - Marquese Chriss, cestista statunitense
- 2 luglio - Tessa Dullemans, canottiera olandese
- 2 luglio - Grace Geyoro, calciatrice congolese (Repubblica Democratica del Congo)
- 2 luglio - Danny Griffin, attore e modello britannico
- 2 luglio - Maximilian Günther, pilota automobilistico tedesco
- 2 luglio - Thomas Hong, pattinatore di short track sudcoreano
- 2 luglio - Wycliffe Kinyamal, mezzofondista keniota
- 2 luglio - Frane Maglica, calciatore croato
- 2 luglio - Collin Malcolm, cestista statunitense
- 2 luglio - Anders Mol, giocatore di beach volley norvegese
- 2 luglio - Sergiu Nazar, calciatore moldavo
- 2 luglio - Jonas Richter, cestista tedesco
- 2 luglio - Yang Hong-seok, cestista sudcoreano
- 2 luglio - Ziak, rapper francese
- 2 luglio - Greta Zuccoli, cantante italiana
- 3 luglio - Giacomo Gentili, canottiere italiano
- 3 luglio - Louis Heathcote, giocatore di snooker inglese
- 3 luglio - Jeremy Helmer, calciatore olandese
- 3 luglio - Jonathan Jeanne, cestista francese
- 3 luglio - Solomon Kindley, giocatore di football americano statunitense
- 3 luglio - Mia McKenna-Bruce, attrice britannica
- 3 luglio - Narumi Miura, calciatrice giapponese
- 3 luglio - Lukas Müllauer, sciatore freestyle austriaco
- 3 luglio - Angelo Pantano, judoka italiano
- 3 luglio - Giōrgos Papagiannīs, cestista greco
- 3 luglio - Filip Sachpekidis, calciatore svedese
- 3 luglio - Dani Santafé, calciatore spagnolo
- 3 luglio - Alyah Chanelle Scott, attrice, regista e produttrice cinematografica statunitense
- 3 luglio - Erik Wekesser, calciatore tedesco
- 4 luglio - Gustavo Abregú, calciatore argentino
- 4 luglio - Marcus Alimonti, calciatore samoano
- 4 luglio - Gonzalo Andrada, calciatore uruguaiano
- 4 luglio - Pape Meïssa Ba, calciatore senegalese
- 4 luglio - Georg Beyschlag, ex cestista tedesco
- 4 luglio - Ruben Claeys, canottiere belga
- 4 luglio - Anna Dreimane, cestista lettone
- 4 luglio - Malik Fitts, cestista statunitense
- 4 luglio - Daniel Fuzato, calciatore brasiliano
- 4 luglio - Daniel Giddens, cestista statunitense
- 4 luglio - Jamie Gillan, giocatore di football americano scozzese
- 4 luglio - Juan Izquierdo, calciatore uruguaiano († 2024)
- 4 luglio - Luis Antonio Martínez Mateo, calciatore spagnolo
- 4 luglio - Keelan Lebon, calciatore francese
- 4 luglio - Lê Tú Chinh, velocista vietnamita
- 4 luglio - Vincent Marchetti, calciatore francese
- 4 luglio - Daniela Nieves, attrice statunitense
- 4 luglio - Kobi Simmons, cestista statunitense
- 4 luglio - Federico Tomasoni, sciatore freestyle italiano
- 4 luglio - Nemanja Vučković, giocatore di football americano serbo
- 4 luglio - Allen Yanes, calciatore guatemalteco
- 5 luglio - Roberta Bonatti, pugile italiana
- 5 luglio - Riccardo Cattapan, cestista italiano
- 5 luglio - Yannis Clementia, calciatore francese
- 5 luglio - Nazmi Gripshi, calciatore albanese
- 5 luglio - William Jøhnk Nielsen, attore danese
- 5 luglio - Park Ji-min, cantante, personaggio televisivo e attrice sudcoreana
- 5 luglio - Olamide Shodipo, calciatore irlandese
- 5 luglio - Ike Smith, cestista statunitense
- 5 luglio - Raheem Somersall, calciatore nevisiano
- 5 luglio - Dejana Stefanović, calciatrice serba
- 5 luglio - Tineke den Dulk, pattinatrice di short track olandese
- 6 luglio - Alessio Bolis, cestista italiano
- 6 luglio - Quentin Braat, calciatore francese
- 6 luglio - Fabian Bösch, sciatore freestyle svizzero
- 6 luglio - Tilen Finkšt, ciclista su strada e pistard sloveno
- 6 luglio - Georgi Jomov, calciatore bulgaro
- 6 luglio - Juninho Capixaba, calciatore brasiliano
- 6 luglio - Emilie Ågheim Kalkenberg, biatleta norvegese
- 6 luglio - Anderson Lucoqui, calciatore tedesco
- 6 luglio - Kyle Mack, ex snowboarder statunitense
- 6 luglio - Luís Mata, calciatore portoghese
- 6 luglio - Kevin Moreira, calciatore uruguaiano
- 6 luglio - Moa Olsson, fondista svedese
- 6 luglio - Aleksandr Platunov, cestista russo
- 6 luglio - Maiya Quansah-Breed, attrice teatrale e cantante britannica
- 7 luglio - Landen Akers, giocatore di football americano statunitense
- 7 luglio - Bowen Becker, ex nuotatore statunitense
- 7 luglio - Martynas Echodas, cestista lituano
- 7 luglio - Gatlin Green, attrice e cantante statunitense
- 7 luglio - Ander Guevara, calciatore spagnolo
- 7 luglio - Kento Haneda, calciatore giapponese
- 7 luglio - Christina Honsel, altista tedesca
- 7 luglio - Kirsty Howat, calciatrice scozzese
- 7 luglio - Ty Jerome, cestista statunitense
- 7 luglio - Saša Kalajdžić, calciatore austriaco
- 7 luglio - Tanya Maniktala, attrice indiana
- 7 luglio - Rachel McLauchlan, calciatrice scozzese
- 7 luglio - Hannah Nuttall, mezzofondista britannica
- 7 luglio - Chrerng Polroth, calciatore cambogiano
- 7 luglio - Myles Powell, cestista statunitense
- 7 luglio - Kenzie Reeves, attrice pornografica statunitense
- 7 luglio - Viddal Riley, pugile britannico
- 7 luglio - Yohan Roche, calciatore francese
- 7 luglio - Andrej Sopin, cestista russo
- 7 luglio - Filippo Testa, cestista italiano
- 7 luglio - Kendall White, pallavolista statunitense
- 8 luglio - Jonnathan Bravo, calciatore ecuadoriano
- 8 luglio - David Brooks, calciatore inglese
- 8 luglio - Alexandru Cicâldău, calciatore rumeno
- 8 luglio - Chris Coffey, cestista statunitense
- 8 luglio - Jochem Dobber, velocista olandese
- 8 luglio - Rico Henry, calciatore inglese
- 8 luglio - Kevin Inkelaar, ciclista su strada olandese
- 8 luglio - Djénéba N'Diaye, cestista maliana
- 8 luglio - Phil Neumann, calciatore tedesco
- 8 luglio - Kenzie Priddell, nuotatrice artistica canadese
- 8 luglio - Leonardo Totè, cestista italiano
- 9 luglio - Habitam Alemu, mezzofondista etiope
- 9 luglio - Ronaldo Andía, calciatore peruviano
- 9 luglio - Luca Clemenza, calciatore italiano
- 9 luglio - Anja Drev, sciatrice alpina slovena
- 9 luglio - Hanna Ihedioha, ex snowboarder tedesca
- 9 luglio - Manuel Maranda, calciatore austriaco
- 9 luglio - Katie McLaughlin, nuotatrice statunitense
- 9 luglio - Kyrian Nwoko, calciatore maltese
- 9 luglio - Christian Rivera, calciatore spagnolo
- 9 luglio - Francesco Romano, ciclista su strada italiano
- 9 luglio - Tatjana Smith, nuotatrice sudafricana
- 9 luglio - Lamar Stevens, cestista statunitense
- 9 luglio - Erland Tangvik, ex calciatore e giocatore di calcio a 5 norvegese
- 9 luglio - Phillip Tietz, calciatore tedesco
- 9 luglio - Iván Villar, calciatore spagnolo
- 9 luglio - Marco Weymans, calciatore belga
- 10 luglio - Ebba Andersson, fondista svedese
- 10 luglio - Alba Baptista, attrice portoghese
- 10 luglio - Luca Beccaro, canoista italiano
- 10 luglio - Ryō Hatsuse, calciatore giapponese
- 10 luglio - Jauan Jennings, giocatore di football americano statunitense
- 10 luglio - Mohamad Kdouh, calciatore libanese
- 10 luglio - Timal, rapper francese
- 10 luglio - Jehor Nazaryna, calciatore ucraino
- 10 luglio - Yasir Raji, giocatore di football americano tedesco
- 10 luglio - Nicole Rightnowar, pallavolista statunitense
- 10 luglio - Hadrien Salvan, nuotatore francese
- 10 luglio - Kamal Shrestha, calciatore nepalese
- 10 luglio - Tory Taylor, giocatore di football americano australiano
- 10 luglio - Benjamin Tetteh, calciatore ghanese
- 10 luglio - Maximilian Thalhammer, calciatore tedesco
- 10 luglio - Mohamed Tijani, calciatore ivoriano
- 10 luglio - Federico Vismara, schermidore italiano
- 10 luglio - Mahamed Zakarijev, lottatore ucraino
- 11 luglio - Samy Baghdadi, calciatore francese
- 11 luglio - Roger Gurski, velocista tedesco
- 11 luglio - Aric Holman, cestista statunitense
- 11 luglio - Matija Kavčič, calciatore sloveno
- 11 luglio - Kazuya Konno, calciatore giapponese
- 11 luglio - Rasmus Kristensen, calciatore danese
- 11 luglio - Marvin Omuvwie, cestista tedesco
- 11 luglio - Constantin Reiner, calciatore austriaco
- 11 luglio - Junior Robledo, calciatore boliviano
- 11 luglio - Zac Seljaas, cestista statunitense
- 11 luglio - Pavel Sivakov, ciclista su strada russo
- 12 luglio - Or Dadia, calciatore israeliano
- 12 luglio - Jean-Kévin Duverne, calciatore haitiano
- 12 luglio - Gavin Hoover, pistard e ciclista su strada statunitense
- 12 luglio - Pallas Kunaiyi-Akpanah, cestista nigeriana
- 12 luglio - Lorenzo Lunadei, calciatore sammarinese
- 12 luglio - Pablo Maffeo, calciatore argentino
- 12 luglio - Eloisa Passaro, schermitrice italiana
- 12 luglio - Ardit Toli, calciatore albanese
- 12 luglio - Malala Yousafzai, attivista e blogger pakistana
- 13 luglio - Nasser Al-Omran, calciatore saudita
- 13 luglio - Filip Benković, calciatore croato
- 13 luglio - Shayon Harrison, calciatore inglese
- 13 luglio - Josh Hines-Allen, giocatore di football americano statunitense
- 13 luglio - T.J. Hockenson, giocatore di football americano statunitense
- 13 luglio - Denis Horník, calciatore slovacco
- 13 luglio - Leo Howard, attore, artista marziale e modello statunitense
- 13 luglio - Il'ja Kamyšev, calciatore russo
- 14 luglio - Filippa Angeldahl, calciatrice svedese
- 14 luglio - Mário Balbúrdia, calciatore angolano
- 14 luglio - Lorenzo Caroti, cestista italiano
- 14 luglio - Dominic Gruber, giocatore di football americano svizzero
- 14 luglio - Yūki Kakita, calciatore giapponese
- 14 luglio - Mitch Lightfoot, cestista statunitense
- 14 luglio - Darwin Lom, calciatore guatemalteco
- 14 luglio - Nicolas Moreno de Alboran, tennista statunitense
- 14 luglio - Björn Mosten, attore e modello svedese
- 14 luglio - Luciano Pizarro, calciatore argentino
- 14 luglio - Brian Torrealba, calciatore cileno
- 14 luglio - Giorgi Zaria, calciatore georgiano
- 14 luglio - Cengiz Ünder, calciatore turco
- 15 luglio - Martín Amuz, calciatore canadese
- 15 luglio - Naska, cantautore italiano
- 15 luglio - Andrés Feliz, cestista dominicano
- 15 luglio - Nastja Govejšek, nuotatrice slovena
- 15 luglio - Vivien Insam, ex sciatrice alpina italiana
- 15 luglio - Guillem Jou, cestista spagnolo
- 15 luglio - Markus Kaasa, calciatore norvegese
- 15 luglio - Patrick Kpozo, calciatore ghanese
- 15 luglio - Maycon de Andrade Barberan, calciatore brasiliano
- 15 luglio - Joseph Mbong, calciatore nigeriano
- 15 luglio - Shintarō Morimoto, attore e cantante giapponese
- 15 luglio - Henning Mühlleitner, nuotatore tedesco
- 15 luglio - Siyabonga Ngezana, calciatore sudafricano
- 15 luglio - Laura Perin, calciatrice italiana
- 15 luglio - Michaela Polleres, judoka austriaca
- 15 luglio - Pablo Siles, calciatore uruguaiano
- 15 luglio - Jil Teichmann, tennista svizzera
- 15 luglio - Jody Vangheluwe, calciatrice belga
- 16 luglio - Matthew Bostock, ciclista su strada e pistard britannico
- 16 luglio - Parris Campbell, giocatore di football americano statunitense
- 16 luglio - Francesco Cassata, calciatore italiano
- 16 luglio - Braydon Ennor, rugbista a 15 neozelandese
- 16 luglio - Nikolaj Giorgobiani, calciatore russo
- 16 luglio - Maja Göthberg, calciatrice svedese
- 16 luglio - Takeru Kishimoto, calciatore giapponese
- 16 luglio - Diogo Pimentel, calciatore portoghese
- 16 luglio - Maique Nascimento, pallavolista brasiliano
- 16 luglio - Marquiss Spencer, giocatore di football americano statunitense
- 16 luglio - David Tijanić, calciatore sloveno
- 16 luglio - Mar"jan Šved, calciatore ucraino
- 17 luglio - OG Anunoby, cestista nigeriano
- 17 luglio - Kaylen Bassett, canoista australiano
- 17 luglio - Luca Cesana, cestista italiano
- 17 luglio - Amadou Diawara, calciatore guineano
- 17 luglio - Marko Đurišić, calciatore serbo
- 17 luglio - Hannah Godfrey, calciatrice britannica
- 17 luglio - Abdoul Guiebre, calciatore burkinabé
- 17 luglio - Perla Haney-Jardine, attrice brasiliana
- 17 luglio - Sigurd Haugen, calciatore norvegese
- 17 luglio - Jakub Kochanowski, pallavolista polacco
- 17 luglio - Jean-Philippe Krasso, calciatore ivoriano
- 17 luglio - Bartosz Kwolek, pallavolista polacco
- 17 luglio - Josh Nebo, cestista statunitense
- 17 luglio - Mie Bjørndal Ottestad, ciclista su strada e ciclocrossista norvegese
- 17 luglio - Katerina Stewart, tennista statunitense
- 17 luglio - Daniel Trubač, calciatore ceco
- 17 luglio - Tomáš Wiesner, calciatore ceco
- 18 luglio - Bam Adebayo, cestista statunitense
- 18 luglio - Matheus Babi, calciatore brasiliano
- 18 luglio - Marquise Blair, giocatore di football americano statunitense
- 18 luglio - Deniz Dagdelen, taekwondoka turco
- 18 luglio - Thomas Denis, ciclista su strada e pistard francese
- 18 luglio - Sina Frei, mountain biker, ciclocrossista e ciclista su strada svizzera
- 18 luglio - Gonçalo Rodrigues, calciatore portoghese
- 18 luglio - Chiara Hölzl, saltatrice con gli sci austriaca
- 18 luglio - Noah Lyles, velocista statunitense
- 18 luglio - Elisabetta Oliviero, calciatrice italiana
- 18 luglio - Serhij Pavlov, cestista ucraino
- 18 luglio - Viktor Polášek, saltatore con gli sci ceco
- 18 luglio - Alejandro Vergara, attore spagnolo
- 18 luglio - Fionn Whitehead, attore britannico
- 18 luglio - Johannes Wirix, attore e drammaturgo belga
- 19 luglio - Danny Henriques, calciatore olandese
- 19 luglio - Denislav Aleksandrov, calciatore bulgaro
- 19 luglio - Shay Ben David, calciatore israeliano
- 19 luglio - Arnaud Guedj, calciatore francese
- 19 luglio - Daniel Iversen, calciatore danese
- 19 luglio - Khalil Iverson, cestista statunitense
- 19 luglio - Cameron Kurle, nuotatore britannico
- 19 luglio - Helary Mägisalu, lottatore estone
- 19 luglio - Fernandinho, calciatore brasiliano
- 19 luglio - Mehdi Merghem, calciatore francese
- 19 luglio - Nikola Popović, cestista serbo
- 19 luglio - Vangelija Račkovska, pallavolista bulgara
- 19 luglio - Ihsan Sacko, calciatore francese
- 19 luglio - Amita Suman, attrice nepalese
- 19 luglio - Anastasija Tatareva, ginnasta russa
- 19 luglio - Jeannie Tirado, doppiatrice statunitense
- 20 luglio - Michail Artamonov, taekwondoka russo
- 20 luglio - Billi Bruno, attrice statunitense
- 20 luglio - Sekou Camara, calciatore guineano
- 20 luglio - Gabriele Di Martino, pallavolista italiano
- 20 luglio - Omurbek Malabekov, pugile kirghiso
- 20 luglio - Benedikt Pichler, calciatore austriaco
- 20 luglio - Martín Sarrafiore, calciatore argentino
- 21 luglio - Lumala Abdu, calciatore ugandese
- 21 luglio - Carter Coughlin, giocatore di football americano statunitense
- 21 luglio - Rikako Kobayashi, calciatrice giapponese
- 21 luglio - Leandro Lacunza, calciatore argentino
- 21 luglio - Frank Ronstadt, calciatore tedesco
- 21 luglio - Baggio Siadi, calciatore congolese (Repubblica Democratica del Congo)
- 21 luglio - Omari Spellman, cestista statunitense
- 21 luglio - Emil Tîmbur, calciatore moldavo
- 22 luglio - Juan Cruz Bolado, calciatore argentino
- 22 luglio - Walter Bracamonte, calciatore argentino
- 22 luglio - Louis Cassier, cestista francese
- 22 luglio - Field Cate, attore statunitense
- 22 luglio - Francesca Di Lorenzo, tennista statunitense
- 22 luglio - Fergus Riordan, attore spagnolo
- 22 luglio - Farès Ferjani, schermidore tunisino
- 22 luglio - Fabian Gratz, sciatore alpino tedesco
- 22 luglio - Ronaldo Tavares, calciatore portoghese
- 22 luglio - Marco Timperi, cestista italiano
- 22 luglio - Aleks Vlah, pallamanista sloveno
- 22 luglio - Roland Černák, calciatore slovacco
- 22 luglio - Kārlis Šiliņš, cestista lettone
- 23 luglio - Irene Burillo, tennista spagnola
- 23 luglio - Chris Clemons, cestista statunitense
- 23 luglio - Donovan Džavoronok, pallavolista ceco
- 23 luglio - Faresa Kapisi, velocista samoano americano
- 23 luglio - Andrés Llinás, calciatore colombiano
- 23 luglio - Yūsuke Matsuo, calciatore giapponese
- 23 luglio - Fabian Plak, pallavolista olandese
- 23 luglio - Jevhen Protasov, calciatore ucraino
- 23 luglio - Matija Šarkić, calciatore montenegrino († 2024)
- 23 luglio - Oliver Šarkić, calciatore montenegrino
- 23 luglio - Philipp Schmiedl, calciatore austriaco
- 23 luglio - Rodtang Jitmuangnon, thaiboxer e kickboxer thailandese
- 23 luglio - Alessia Stivaletta, calciatrice italiana
- 23 luglio - Alberto Urso, cantautore, tenore e polistrumentista italiano
- 23 luglio - Leo Väisänen, calciatore finlandese
- 23 luglio - Olamide Zaccheaus, giocatore di football americano statunitense
- 23 luglio - Fabrício Daniel, calciatore brasiliano
- 24 luglio - Roamy Alonso, pallavolista cubano
- 24 luglio - Alison Bastianelli, ex pallavolista statunitense
- 24 luglio - Everson Bispo Pereira, calciatore brasiliano
- 24 luglio - Rebecka Blomqvist, calciatrice svedese
- 24 luglio - Bryce Brown, cestista statunitense
- 24 luglio - Emily Burns, calciatrice canadese
- 24 luglio - Lóránd Fülöp, calciatore rumeno
- 24 luglio - Gianluca Galassi, pallavolista italiano
- 24 luglio - Vinzenz Geiger, combinatista nordico tedesco
- 24 luglio - Néstor Giménez, calciatore paraguaiano
- 24 luglio - Lia Kali, cantautrice e rapper spagnola
- 24 luglio - Aıbar Jaqsylyqov, calciatore kazako
- 24 luglio - Raman Juzapčuk, calciatore bielorusso
- 24 luglio - Furkan Korkmaz, cestista turco
- 24 luglio - Elisa Meneghini, ex ginnasta italiana
- 24 luglio - Emre Mor, calciatore turco
- 24 luglio - Lorenzo Petrarca, pilota motociclistico italiano
- 24 luglio - Bernhard Seikovits, giocatore di football americano austriaco
- 24 luglio - Julia Zigiotti Olme, calciatrice svedese
- 25 luglio - Lorenzo Bernard, canottiere e paraciclista italiano
- 25 luglio - Boza, cantante panamense
- 25 luglio - Kobe Cools, calciatore belga
- 25 luglio - Mats Deijl, calciatore olandese
- 25 luglio - Jehor Demčenko, calciatore ucraino
- 25 luglio - Maximilian Entrup, calciatore austriaco
- 25 luglio - Jessie Govan, cestista statunitense
- 25 luglio - Carlo Lattanzio, calciatore argentino
- 25 luglio - Gaïus Makouta, calciatore francese
- 25 luglio - Ján Minárik, calciatore slovacco
- 25 luglio - Silvia Persico, ciclocrossista e ciclista su strada italiana
- 25 luglio - Zemfira Sulejmanova, attivista e politica russa († 2022)
- 25 luglio - Álvaro Valles, calciatore spagnolo
- 25 luglio - K'Von Wallace, giocatore di football americano statunitense
- 25 luglio - Silvio Zogaj, calciatore albanese
- 26 luglio - Sebastian Aho, hockeista su ghiaccio finlandese
- 26 luglio - Alberto Battistolli, pilota di rally italiano
- 26 luglio - Logan Riley Bruner, attore statunitense
- 26 luglio - Christian D'Urso, calciatore italiano
- 26 luglio - Riccardo Gagno, calciatore italiano
- 26 luglio - Mohammad Mehdi Mehdikhani, calciatore iraniano
- 26 luglio - Yuri Romanò, pallavolista italiano
- 26 luglio - Ewa Swoboda, velocista polacca
- 26 luglio - Boubacar Traorè, calciatore senegalese
- 26 luglio - Nazar Verbnyj, calciatore ucraino
- 26 luglio - Tyson Ward, cestista statunitense
- 26 luglio - Jaalia Winters, pallavolista statunitense
- 27 luglio - Alaa Abbas, calciatore iracheno
- 27 luglio - Fabian Abfalter, giocatore di football americano austriaco
- 27 luglio - Amir Al-Ammari, calciatore svedese
- 27 luglio - Rai Benjamin, ostacolista statunitense
- 27 luglio - Michele Di Gregorio, calciatore italiano
- 27 luglio - Kysre Gondrezick, cestista statunitense
- 27 luglio - G'Angelo Hancock, lottatore statunitense
- 27 luglio - Hidayət Heydərov, judoka azero
- 27 luglio - Thomas Jurkovitz, cestista svizzero
- 27 luglio - Makabi Lilepo, calciatore congolese (Repubblica Democratica del Congo)
- 27 luglio - Hemaloto Polovili, calciatore tongano
- 27 luglio - Eva Elfie, attrice pornografica russa
- 27 luglio - Keiichi Satō, saltatore con gli sci giapponese
- 28 luglio - Terrence Bieshaar, cestista olandese
- 28 luglio - Cristina Carp, calciatrice rumena
- 28 luglio - Chiara De Bortoli, pallavolista italiana
- 28 luglio - Andreas Fossli, giocatore di calcio a 5 e calciatore norvegese
- 28 luglio - Igor Ivanović, calciatore serbo
- 28 luglio - Anna Emilie Møller, siepista, mezzofondista e ex cestista danese
- 28 luglio - Bilal Ould-Chikh, calciatore olandese
- 28 luglio - Juan Pintado, calciatore uruguaiano
- 28 luglio - Jeffery Simmons, giocatore di football americano statunitense
- 28 luglio - Diego Sosa, calciatore argentino
- 28 luglio - Lindy Waters, cestista statunitense
- 28 luglio - Everton Felipe, ex calciatore brasiliano
- 29 luglio - Abilkhan Amankul, pugile kazako
- 29 luglio - Martijn Berden, calciatore olandese
- 29 luglio - Ognjen Bjeličić, calciatore serbo
- 29 luglio - Brendan Guhle, ex hockeista su ghiaccio canadese
- 29 luglio - Austin Hamilton, velocista svedese
- 29 luglio - Moritz Malcharek, pistard e ciclista su strada tedesco
- 29 luglio - Koby McEwen, cestista canadese
- 29 luglio - Isaiah Prince, giocatore di football americano statunitense
- 29 luglio - Connor Shields, calciatore scozzese
- 29 luglio - Carlo Sickinger, calciatore tedesco
- 29 luglio - Dionysīs Skoulidas, cestista greco
- 29 luglio - Tyrone Williams, giocatore di football americano statunitense
- 29 luglio - Momo Yansane, calciatore guineano
- 29 luglio - Buse Ünal, pallavolista turca
- 30 luglio - Denys Antjuch, calciatore ucraino
- 30 luglio - Guillaume Bianchi, schermidore italiano
- 30 luglio - Emanuel Cățe, cestista rumeno
- 30 luglio - Cole Christiansen, giocatore di football americano statunitense
- 30 luglio - Taylan Duman, calciatore tedesco
- 30 luglio - Kyle Hiebert, calciatore canadese
- 30 luglio - Takuro Kaneko, calciatore giapponese
- 30 luglio - Marcos Kremer, rugbista a 15 argentino
- 30 luglio - Liu Chuanxing, cestista cinese
- 30 luglio - Teófimo López, pugile statunitense
- 30 luglio - Aleksandr Miščenko, calciatore kirghiso
- 30 luglio - Finneas O'Connell, cantautore, produttore discografico e attore statunitense
- 30 luglio - Annamaria Prezelj, cestista slovena
- 30 luglio - Darnell Savage Jr., giocatore di football americano statunitense
- 30 luglio - Egil Selvik, calciatore norvegese
- 30 luglio - Leonardo Sernicola, calciatore italiano
- 30 luglio - Shō Shimabukuro, tennista giapponese
- 30 luglio - Grigore Turda, calciatore rumeno
- 30 luglio - Mahmoud Yousef, calciatore palestinese
- 30 luglio - Miguel van Assen, triplista surinamese
- 31 luglio - Tzuf Ben Moshe, cestista israeliano
- 31 luglio - Thomas Bryant, cestista statunitense
- 31 luglio - Alessandro Delbianco, pilota motociclistico italiano
- 31 luglio - Luan Dias, calciatore brasiliano
- 31 luglio - Thibault Guernalec, ciclista su strada francese
- 31 luglio - Ahmed Iljazovski, calciatore macedone
- 31 luglio - Evan Klufts, sciatore freestyle e ex sciatore alpino francese
- 31 luglio - Juan Pedro López, ciclista su strada spagnolo
- 31 luglio - Scott Miller, giocatore di football americano statunitense
- 31 luglio - Anthony Nelson, calciatore britannico
- 31 luglio - Caio Henrique, calciatore brasiliano
- 31 luglio - Jordyn Poulter, pallavolista statunitense
- 31 luglio - Robinho, calciatore portoghese
- 31 luglio - Caíque Luiz Santos da Purificação, calciatore brasiliano
- 31 luglio - Diogo Tomas, calciatore finlandese